# Punta Orote
Punta Orote (también desde 1987 Punta Udall; en inglés: Point Udall; o bien Orote Point) es el punto más occidental en el territorio de los Estados Unidos, ubicado en la Península de Orote de Guam. Se encuentra en la desembocadura de la bahía de Apra (Apra Harbor), en el extremo de la península de Orote, frente al rompeolas de la Isla de Cabras, que forma la costa norte de la bahía.
La Punta era el sitio donde se ubicaba un campo de la base aérea de Orote, antes y durante la Segunda Guerra Mundial. Fue construido por los Estados Unidos, abandonado más tarde, y tomado por los japoneses durante la primera batalla de Guam el 8 de diciembre de 1941, el día después del ataque a Pearl Harbor.